# Angelitos Negros (revista)
Angelitos Negros, subtitulada La revista de humor políticamente incómodo, fue una revista satírica editada por Humor Global en España y Argentina, y dirigida por Alfonso López. Originalmente de periodicidad trimestral, acabó constando de 4 números editados entre la primavera de 1999 y el invierno de 2000.
| Aparición         | Números | Título                                          | Guionista             | Dibujante        | Tipo                  |
| ----------------- | ------- | ----------------------------------------------- | --------------------- | ---------------- | --------------------- |
| Primavera de 1999 | 1-4     | Acción directa asesores                         | Joan Aliú             | López            |                       |
| Primavera de 1999 | 1-4     | Tonia S.A. Soziedad Atónita                     | Carlos Azagra         | Carlos Azagra    |                       |
| Primavera de 1999 | 1-4     | ¡Dios, qué tropa!                               | Felipe Hernández Cava | Jorge Arranz     |                       |
| Primavera de 1999 | 1-4     | Napi & Jap                                      |                       |                  | Chistes de una viñeta |
| Primavera de 1999 | 1-4     | Wonderfuld World                                | Langer                | Langer           | Chistes de una viñeta |
| Primavera de 1999 | 1-4     | Los cuentos del tío Ornitorrinco                | Álvarez               | Joan Aliú, López |                       |
| Primavera de 1999 | 1-4     | Sexo, seguro?                                   | Rius                  | Rius             | Chistes de una viñeta |
| Primavera de 1999 | 1-4     | Toxy K. contra el mundo                         | Xavier Roca           | Rafael Vaquer    |                       |
| Primavera de 1999 | 1-4     | Absurdus Delirium                               | Tharrats              | Tha              |                       |
| Primavera de 1999 | 1-4     | Álex Cunillera / Átioo 3ª                       | Xavier Roca           | Alfons López     |                       |
| Verano de 1999    | 2-4     | La tertulia del cuervo                          | Max                   | Max              |                       |
| Otoño de 1999     | 3-4     | El hombre que escondía historias en su sombrero | Javier Olivares       |                  |                       |
| Otoño de 1999     | 3-4     | Colmillo blanco                                 | Darío Adanti          | Darío Adanti     |                       |